# Haidar Abdul-Razzaq
Haidar Abdul-Razzaq Hassan (Baghdad, 9 giugno 1982 – Baghdad, 5 giugno 2022) è stato un calciatore iracheno, di ruolo difensore.
È stato Campione d'Asia con la Nazionale irachena nel 2007.
È morto nel 2022, per le lesioni riportate alla testa in un'aggressione ad opera di sconosciuti alcuni giorni prima.

## Carriera

### Nazionale
Nel 2004 ha fatto parte della selezione irachena che ha partecipato alla Coppa delle nazioni asiatiche e ai Giochi della XXVIII Olimpiade.
Nel 2007 ha vinto la Coppa delle nazioni asiatiche, edizione che si disputò in Indonesia, Malaysia, Thailandia e Vietnam.

## Palmarès

### Nazionale
- Campionato della federazione calcistica dell'Asia occidentale: 1

Damasco 2002
- Oro ai Giochi dell'Asia occidentale: 1

Qatar 2005
- Coppa d'Asia: 1

Indonesia-Malesia-Thailandia-Vietnam 2007